# 曼斯菲爾德 (麻薩諸塞州)
曼斯菲爾德（英語：Mansfield）是一個位於美國麻薩諸塞州布里斯托縣的鎮。

## 人口
根據2020年美國人口普查的數據，曼斯菲爾德的面積為53.70平方千米，當中陸地面積為53.00平方千米，而水域面積為0.70平方千米。當地共有人口23860人，而人口密度為每平方千米444人。